# Vodárna Schoellerova vodovodu v Libni
Vodárna Schoellerova vodovodu v Libni v Praze je zaniklá stavba, která stála na Povltavské na úbočí kopce Bulovky. V letech 1964–1966 byla chráněna jako nemovitá kulturní památka České republiky.

## Historie
Vodárna byla postavena roku 1879 jako součást Schoellerova vodovodu, který přiváděl vodu z Vltavy do cukrovaru v Čakovicích. 1. června 1885 byly přes vodojem Na Stráži připojeny vodovodní sítě Libně, Proseka, Vysočan a Karlína a postupně se napojovaly také další průmyslové podniky v Čakovicích a Letňanech. Po roce 1939 vznikla odbočka do nově postavené filtrační stanice v nemocnici Na Bulovce.
Vodárna byla zbořena kvůli výstavbě železniční trati do Holešovic, takzvané Holešovické přeložky, při stavbě tunelu pod Bílou skálou v letech 1967–1974.

## Popis
V úpravně byla říční voda zbavena nečistot pravděpodobně přes sérii několika česlí. Poté byla bez dalších úprav čerpána jako užitková voda výtlačným řadem profilu 225 mm do proseckého vodojemu.